# 万年 (莎车)
万年（?—?），是乌孙昆弥翁归靡和汉朝公主刘解忧所生的二儿子。
大哥元贵靡为太子，三弟大乐为左大将。姐妹弟史嫁给了龟兹王绛宾、素光的丈夫是乌孙若呼翕侯。莎车王喜欢万年，想交好汉朝和乌孙国，于是死后请传位给万年。万年当时在汉朝，汉宣帝派奚充国护送万年到莎车即位。万年到莎车为王暴虐，老莎车王的弟弟呼屠徵杀死奚充国和万年，自立为王，依附匈奴，前65年，冯奉世出兵平定莎车国杀死呼屠徵。